# Ronde van Spanje 2024/Tweede etappe
De tweede etappe van de Ronde van Spanje 2024 werd op 18 augustus eveneens in Portugal verreden en ging van Cascais naar Ourém. Het was een heuvelrit over 194 kilometer. De etappe werd gewonnen door de Australiër Kaden Groves van het Alpecin-Deceuninck team. Wout Van Aert, die tweede werd, nam dankzij de bonificatieseconden wel de rode leiderstrui over van Brandon McNulty.

## Uitslag
| Cascais – Ourém (194 km) |                      |                           |          |
| Plaats                   | Naam                 | Ploeg                     | Tijd     |
| Winnaar                  | Kaden Groves         | Alpecin-Deceuninck        | 5u12'55" |
| 2                        | Wout Van Aert        | Team Visma-Lease a Bike   | z.t.     |
| 3                        | Corbin Strong        | Israel-Premier Tech       | z.t.     |
| 4                        | Pau Miquel           | Equipo Kern Pharma        | z.t.     |
| 5                        | Lennert Van Eetvelt  | Lotto Dstny               | z.t.     |
| 6                        | Pavel Bittner        | Team dsm-firmenich PostNL | z.t.     |
| 7                        | Jon Aberasturi       | Euskaltel-Euskadi         | z.t.     |
| 8                        | Aleksandr Vlasov     | BORA-hansgrohe            | z.t.     |
| 9                        | Brandon Smith Rivera | INEOS Grenadiers          | z.t.     |
| 10                       | Filippo Baroncini    | UAE Team Emirates         | z.t.     |
|                          |                      |                           |          |
| 67                       | Thymen Arensman      | INEOS Grenadiers          | z.t.     |

| Algemeen klassement |                 |                            |          |
| Plaats              | Naam            | Ploeg                      | Tijd     |
| Rode trui           | Wout Van Aert   | Team Visma-Lease a Bike    | 5u25'27" |
| 2                   | Brandon McNulty | UAE Team Emirates          | + 3"     |
| 3                   | Mathias Vacek   | Lidl-Trek                  | + 5"     |
| 4                   | Stefan Küng     | Groupama-FDJ               | + 9"     |
| 5                   | Edoardo Affini  | Team Visma-Lease a Bike    | + 11"    |
| 6                   | Joshua Tarling  | INEOS Grenadiers           | z.t.     |
| 7                   | Mauro Schmid    | Team Jayco AlUla           | + 19"    |
| 8                   | Primož Roglič   | BORA-hansgrohe             | + 20"    |
| 9                   | Bruno Armirail  | Decathlon AG2R La Mondiale | + 21"    |
| 10                  | João Almeida    | UAE Team Emirates          | + 22"    |
|                     |                 |                            |          |
| 23                  | Thymen Arensman | INEOS Grenadiers           | 32"      |

## Nevenklassementen
| Puntenklassement |                 |                         |        |
| Plaats           | Naam            | Ploeg                   | Punten |
| Groene trui      | Kaden Groves    | Alpecin-Deceuninck      | 65     |
| 2                | Wout Van Aert   | Team Visma-Lease a Bike | 58     |
| 3                | Mathias Vacek   | Lidl-Trek               | 27     |
| 4                | Brandon McNulty | UAE Team Emirates       | 20     |
| 5                | Luis Ángel Maté | Euskaltel-Euskadi       | 20     |

| Bergklassement        |                 |                    |        |
| Plaats                | Naam            | Ploeg              | Punten |
| Bolletjestrui (blauw) | Stefan Küng     | Groupama-FDJ       | 2      |
| 2                     | Luis Ángel Maté | Euskaltel-Euskadi  | 2      |
| 3                     | Roger Adrià     | BORA-hansgrohe     | 1      |
| 4                     | Ibon Ruiz       | Equipo Kern Pharma | 1      |

| Jongerenklassement |                   |                         |          |
| Plaats             | Naam              | Ploeg                   | Tijd     |
| Witte trui         | Mathias Vacek     | Lidl-Trek               | 5u25'32" |
| 2                  | Joshua Tarling    | INEOS Grenadiers        | + 6"     |
| 3                  | Mauro Schmid      | Team Jayco AlUla        | + 14"    |
| 4                  | Florian Lipowitz  | BORA-hansgrohe          | + 19"    |
| 5                  | Mattias Skjelmose | Lidl-Trek               | + 20"    |
|                    |                   |                         |          |
| 10                 | Thymen Arensman   | INEOS Grenadiers        | + 27"    |
| 14                 | Cian Uijtdebroeks | Team Visma-Lease a Bike | + 43"    |

| Ploegenklassement |                         |           |
| Plaats            | Ploeg                   | Tijd      |
|                   | UAE Team Emirates       | 16u17'13" |
| 2                 | Lidl-Trek               | + 12"     |
| 3                 | Team Visma-Lease a Bike | + 13"     |
| 4                 | BORA-hansgrohe          | + 24"     |
| 5                 | INEOS Grenadiers        | + 40"     |

## Uitvallers
- Dylan van Baarle (Team Visma-Lease a Bike): Opgave met gebroken heup bij zijn val.

1e etappe ·
2e etappe ·
3e etappe ·
4e etappe ·
5e etappe ·
6e etappe ·
7e etappe ·
8e etappe ·
9e etappe ·
10e etappe ·
11e etappe ·
12e etappe ·
13e etappe ·
14e etappe ·
15e etappe ·
16e etappe ·
17e etappe ·
18e etappe ·
19e etappe ·
20e etappe ·
21e etappe
Startlijst · Eindstanden · Afbeeldingen